# Silene helmandica
Silene helmandica är en nejlikväxtart som beskrevs av D. Podlech. Silene helmandica ingår i släktet glimmar, och familjen nejlikväxter. Inga underarter finns listade i Catalogue of Life.